# Polistes dorsalis
Polistes dorsalis (лат.) — вид общественных бумажных ос рода Polistes из семейства Vespidae. Северная Америка.

## Распространение
Polistes dorsalis распространены в юго-восточном регионе США, так как были зарегистрированы в различных штатах, таких как Массачусетс, Нью-Йорк и Флорида. Этот вид ос также обитает по всей Северной и Центральной Америке, например у побережья Багамских островов. Также были зарегистрированы группы у берегов Мексики.

## Описание
Длина передних крыльев: 11—17 мм. Имеет типичную для бумажных ос пёструю чёрно-жёлтую окраску.

## Таксономия
P. dorsalis относится к жалящим стебельчатобрюхим перепончатокрылым насекомым (Apocrita, Hymenoptera) из семейства настоящие осы (Vespidae) и подсемейства полистины, второму по величине подсемейству веспид, в котором все осы — социальные. 
В этом подсемействе есть две поведенческие группы, которые отличаются друг от друга способами формирования колоний и наличием репродуктивного доминирования. Первая из этих групп образует колонии путём роения, когда несколько основательниц создают гнездо. Напротив, другие осы Polistes независимы, и гнездо строит одна или несколько самок. Polistes dorsalis входит в состав подрода (Fuscopolistes) и близок к видам P. fuscatus, P. metricus и P. carolina. P. dorsalis ранее был известен как P. hunteri.
Подвиды
Выделяют пять подвидов:
- Polistes dorsalis californicus Bohart, 1949
- Polistes dorsalis clarionensis Bohart, 1949
- Polistes dorsalis dorsalis (Fabricius, 1775)
- Polistes dorsalis maritimus Bequaert, 1940
- Polistes dorsalis neotropicus Bequaert, 1940

## Взаимодействие с другими видами

### Ужаления
Многие осы используют свои жалящие способности в качестве средства тактической защиты от различных хищников. Жало — это часть брюшка осы, которая физически впрыскивает яд в обидчиков. Ужаление, с другой стороны, относится к самому событию. Эффективность ужаления, как правило, зависит от уровня причиняемой боли, а не от токсичности или парализующей способности некоторых видов яда. По шкале боли, разработанной Кристофером К. Старром в цитируемой статье, Polistes dorsalis находится в диапазоне 2 по 5-балльной шкале (от отсутствия боли до травматически болезненной), что довольно единообразно по сравнению с другими видами Polistes. На интенсивность ужаления каждой отдельной осы влияет целый ряд факторов. Размер колонии, или размер скопления, влияет на то, насколько легко они нападают, если их потревожить или они почувствуют угрозу. При больших группах ос им требуется меньше провокаций для нападения. Кроме того, размер хищника и его устойчивость к боли также влияют на эту относительную шкалу боли. У мелких животных болевой порог обычно ниже, чем у крупных. Токсичность, хотя и не является ключевым фактором, определяющим эффективность, также играет роль, поскольку яд с более высокой токсичностью, как правило, более болезненный.

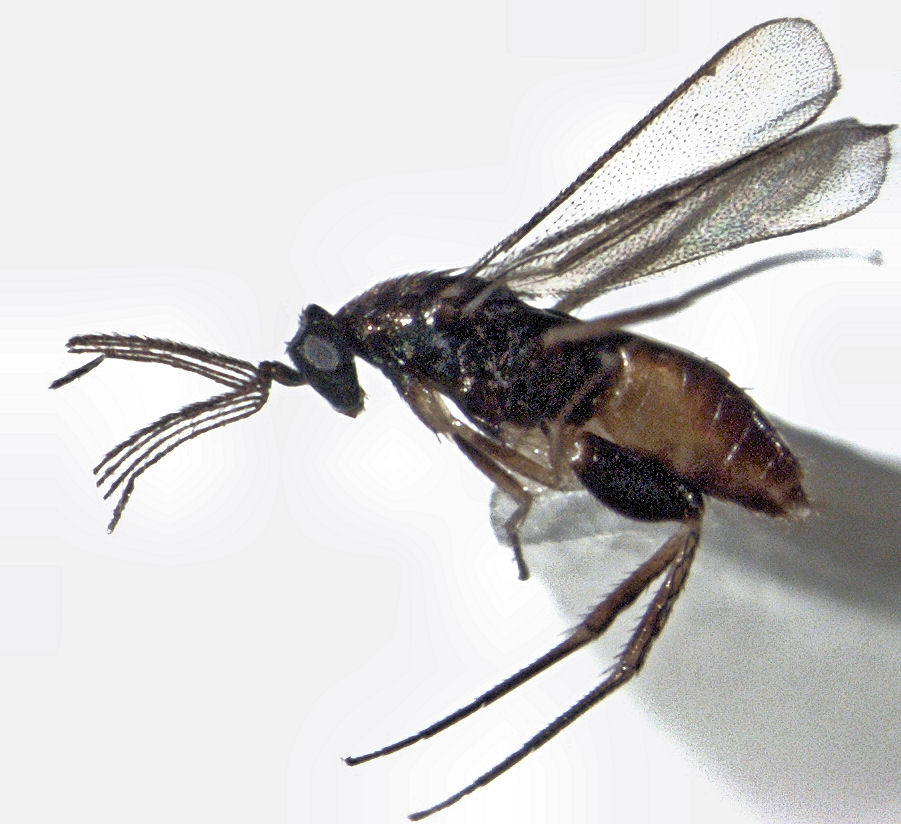
Самец Elasmus

### Паразитизм
Хальцидоидный наездник Elasmus polistis из рода Elasmus — эктопаразит, паразит, живущий на внешней стороне своих хозяев. Личинки ос Polistes были добычей этого паразита для расплода. Elasmus polistis даже классифицируется как основной паразит различных видов Polistes, особенно в Соединённых Штатах. Самки взрослых E. polistis используют куколок ранних стадий Polistes dorsalis, когда они ещё находятся в закрытых ячейках гнезда, откладывая свои яйца поверх этих неподвижных куколок Polistes. В одном случае на одном хозяине Polistes было обнаружено до 103 куколок E. polistis. Когда эти паразитические куколки выходят из яиц в виде личинок, они питаются куколками P. dorsalis, пока не остаются только несъедобные материалы. Выделяемые ими фекалии затем используются для строительства защитной стены на закрытом конце ячейки, чтобы защититься от потенциальных ос Polistes, которые захотят их атаковать.